# Zdeňka Veřmiřovská
Zdeňka Veřmiřovská   (Kopřivnice, 27 de juny de 1913 - Praga, 13 de maig de 1997) va ser una gimnasta artística txecoslovaca que va competir durant les dècades de 1930 i 1940.
El 1936 va prendre part en els Jocs Olímpics de Berlín, on guanyà la medalla de plata en la competició del concurs complet per equips del programa de gimnàstica. El 1948, un cop finalitzada la Segona Guerra Mundial, als jocs de Londres, va guanyar la medalla d'or en la competició del concurs complet per equips del programa de gimnàstica.
En el seu palmarès també destaquen dues medalles al Campionat del món de gimnàstica artística de 1938, una d'or i una de plata.